# شهرداری بروونیکا
شهرداری بروونیکا (به لاتین: Brvenica Municipality) یک منطقهٔ مسکونی در مقدونیه شمالی است که در مقدونیه شمالی واقع شده‌است. شهرداری بروونیکا ۱۶۴٫۳ کیلومتر مربع مساحت و ۱۵٬۸۵۵ نفر جمعیت دارد.